# لويس كايسيدو
لويس كايسيدو هو لاعب كرة قدم إكوادوري في مركز الوسط، ولد في 12 مايو 1979 في إسمرالداس في الإكوادور. شارك مع منتخب الإكوادور لكرة القدم. أما مع النوادي، فقد لعب مع نادي برشلونة.

## وصلات خارجية
- لويس كايسيدو على موقع قاعدة بيانات كرة القدم.إي يو (الإنجليزية)
- لويس كايسيدو على موقع ناشيونال فوتبول تيمز (الإنجليزية)
- لويس كايسيدو على موقع Soccerway.com (الإنجليزية)
- لويس كايسيدو على موقع عالم كرة القدم.نت (الإنجليزية)
- لويس كايسيدو على موقع AS.com (الإسبانية)